# Handley Page Manx

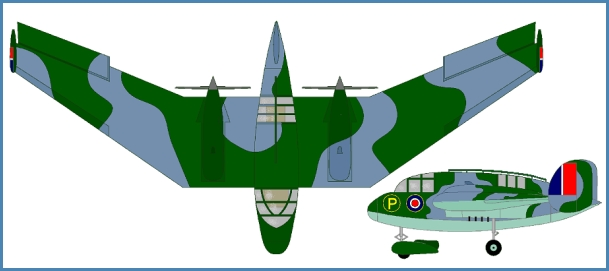
Handley Page Manx

Die Handley Page H.P.75 Manx war ein experimenteller britischer Nurflügler von 1943.

## Geschichte
Entworfen wurde die H.P.75 vom Chefkonstrukteur des Flugzeugherstellers Handley Page Gustav Lachmann. Das Flugzeug ohne Höhenleitwerk war als Mitteldecker mit an den Flügelspitzen angeordneten Seitenrudern ausgelegt. Bereits 1939 wurde der Prototyp geliefert, allerdings war er für Flugversuche noch zu schwer. Das Bugfahrwerk war starr, die Räder des Hauptfahrwerks konnten aber eingezogen werden. Als Motoren kamen zwei 140 PS leistende de Havilland Gipsy Major II zum Einsatz, die zwei Druckpropeller antrieben.
Nachdem das Gewicht reduziert worden war, musste der Rumpf neu verklebt werden, da sich der alte Kleber abgelöst hatte. 1942 erfolgten erste Rollversuche, wobei einmal das vordere starre Fahrwerk brach. Der Erstflug erfolgte am 25. Juni 1943. Insgesamt wurden bis November 1945 17 Flugstunden absolviert.
Dann kam es am 2. Dezember 1945 zu einem tödlichen Unfall mit dem Prototyp der Handley Page H.P.68 Hermes. Dabei starben die beiden Piloten der Manx. Das Programm wurde kurz danach abgebrochen.

## Technische Daten
| Kenngröße             | Daten                                                |
| --------------------- | ---------------------------------------------------- |
| Besatzung             | Pilot und Beobachter                                 |
| Länge                 | 5,58 m                                               |
| Spannweite            | 12,13 m                                              |
| Höhe                  |                                                      |
| Flügelfläche          | 22,8 m²                                              |
| Leermasse             | 1361 kg                                              |
| Startmasse            | 1820 kg                                              |
| Triebwerke            | zwei de Havilland Gipsy Major II; je 140 PS (103 kW) |
| Höchstgeschwindigkeit | 240 km/h                                             |
| Dienstgipfelhöhe      | 4575 m                                               |